# Su Weide
Su Weide (chinês simplificado: 苏炜德, pinyin: Sū Wěidé; Zibo, 19 de março de 2000) é um ginasta artístico chinês.

## Carreira
No Campeonato Chinês de 2018, Su ganhou uma medalha de prata no exercício de solo. Ele então terminou em sexto no exercício de solo no Campeonato Chinês de 2019. Nos Jogos Nacionais da China de 2021, ele ganhou uma medalha de ouro na final do exercício de solo. Su ganhou uma medalha de prata no exercício de solo no Campeonato Chinês de 2022, atrás de Zhang Boheng. Ele foi o substituto da equipe no Campeonato Mundial de 2022, onde a equipe chinesa ganhou a medalha de ouro.
No Campeonato Chinês, Su ganhou uma medalha de prata na final do exercício de solo e ficou em quinto lugar na final da barra horizontal. Ele foi um membro da equipe chinesa que ganhou a medalha de ouro no Campeonato Asiático. Ele também ganhou uma medalha de bronze no exercício de solo. Ele então competiu nos Jogos Universitários Mundiais e ganhou uma medalha de ouro com a equipe chinesa.
Su competiu no Campeonato Mundial ao lado de Lin Chaopan, Liu Yang, Sun Wei e You Hao. A equipe ganhou uma medalha de prata atrás do Japão depois que Su caiu da barra horizontal duas vezes. Individualmente, Su se classificou para a final da barra horizontal e ganhou a medalha de bronze atrás de Daiki Hashimoto e Tin Srbić.
Su competiu no DTB Pokal Stuttgart e ganhou uma medalha de bronze com a equipe chinesa. Então, no Campeonato Chinês, ele ganhou uma medalha de ouro no exercício de solo e ficou em oitavo lugar na final da barra horizontal. Su foi inicialmente o suplente da equipe para as Olimpíadas de Verão de 2024. No entanto, ele foi adicionado à equipe depois que Sun Wei se retirou devido a uma lesão. Ele competiu ao lado de Liu Yang, Zhang Boheng, Xiao Ruoteng e Zou Jingyuan, e a equipe se classificou em primeiro lugar para a final da equipe. No entanto, na final da equipe, Su caiu da barra horizontal duas vezes, fazendo com que a equipe perdesse para o Japão por pouco. Ele também caiu na final da barra horizontal, terminando em quinto lugar. Ele se desculpou por seus erros na plataforma de mídia social chinesa Douyin.